# 小林清美
小林 清美（こばやし きよみ）は、日本のシンガーソングライター、音楽プロデューサー。山梨県山梨市出身。K&Mミュージック代表。「鏡星」メンバー。ロックバンド「ロクデナシイタコ」ボーカル。愛称は「きよきよ」「先生」。
大相撲力士「貴景勝」の大ファンで、少年相撲で「サトウ君」を観たときから応援している。
鈴木福くんも応援している。

## 来歴
1994年、日本コロムビアからシングル「どんな強い風の中でも」でメジャー・デビュー。シンガーソングライターとしてアニメソングなどで活動。他の歌手へ楽曲提供も行った。
リトミック、幼児教育を学んでいたこともあり、23歳のときに人を育てる魅力に改めて気づき、レコード会社を離れ帰郷。K&Mミュージックを設立。ダンス、歌、ピアノを教える音楽教室を始める。
2012年、生徒を選抜しアイドルグループ「Peach sugar snow」をプロデュース。
2017年2月4日、「鏡星」を結成。自身もメンバーに加わりセンターを務める。
2019年5月、K&Mミュージック新宿店を閉店、新たにK&Mミュージック中野店を開店。

## イベント
2022年12月31日、下井草にて営業を続けてきた『きよきよ食堂』を不動産業務との両立が難しくなった等の理由で閉店。同店ではハンバーグやオムライスなど小林の手料理が振る舞われ、K&Mミュージック中野店でのライブを終えたアイドル達が来店することも多かった。
2023年6月4日、Peach sugar story活動休止前ラストライブ。パフォーマンス後に新曲『天使の囁き』のMVが会場にて公開された。ライブに当たっては瑠璃の「清美先生のピアノで歌ったら泣いてしまいそう」との想いから全編オケが使用されたが、アンコール後に会場のファンの要望により急遽、小林のピアノをバックに『さよなら惑星』が歌われ終演となり、およそ4年間にわたるPeach sugar storyの活動にピリオドが打たれた。
2023年6月24日、吉田豪、掟ポルシェを招いて恒例の『THEぶっちゃけトーク〜2023年上半期』を開催。ぶっちゃけトーク史上最大のぶっちゃけとも言える小林の20年来の真実が語られた。
2023年7月7日、原宿RUIDOにてかねてから弟達と呼んできたアランヒルズ主催のライブイベントに出演。当日は七夕だったため浴衣で登場し、演奏はK&Mミュージック和田がつとめた。
2023年8月1日、コロムビア時代の楽曲がサブスク解禁された。作品は、アルバム『STAY DIAMOND』『One Moment』『After The Moment』、シングル「会いたくて」「さよならさえ言えない」「じゃあね」「Change」である。
2023年8月12日〜13日、K&Mミュージック主催の夏のイベントがコロナ禍を経て4年振りに山梨市民会館大ホールにて開催された。イベント名は前回までの「山梨アイドルフェスティバル」から「山梨ミュージックフェスティバル」へと変更となり、2日間で47組のアイドル、ミュージシャンが出演した。小林清美の出演としてはソロ以外にLILY&YU前田とのブルームーン・ぱぴゅ！、中嶋ふたばとのユニット鏡星などである。
2023年11月15日、小林参加の新バンド“関係性“のデビューライブが渋谷ロフトヘヴンにて開催された。公演のタイトルは『関係性ファーストライブ』＆『言ノ葉の優しさ、怖さ』。バンドメンバーは小林清美（ピアノ・Vo）、劔樹人（Ba）、オータコージ（Dr）、住倉カオス（Gt）の4名である。ライブの内容としては“関係性“の4人が即興で演奏し、それにポエトリーリーディングやフリースタイルラップが加わるというもので、詩の読み手として村上ロック、成宮アイコ、ラッパーとしてダースレイダーが出演した。
2024年の今年はデビュー３０周年の年で全国ツアーでお礼ライブコンサートでまわる予定になっている。
すでに大阪は３月に、５月は米子予定。
2024年4月10日、「奇跡体験！アンビリバボー」〜UFO&未来人＆えん罪事件3時間SP〜にVTR出演。同時刻に山梨県・福岡県・石垣島の3箇所でUFOを呼び寄せるという企画だったが、山梨のほったらかし温泉にて見事UFO召喚に成功。くしくも放送日は小林の誕生日であった。
2024年10月1日、同郷同学年、デビューも一ほぼ同時期のバンド「風来坊」の30周年ライブにゲスト出演。小林がファンだったというBAKUのカバー『ぞうきん』と風来坊のデビュー曲『ざまぁみろ』をコラボ。なお当日の小林の衣装はセーラー服であった。

## K&Mミュージックスクール
小林清美が主宰する音楽総合芸術芸能スクール。歌科、ダンス科、演技科、ピアノ科、ギター科、リトミック科が設けられている。

### 所属アーティスト
- 小林清美
- 中嶋ふたば
- 鏡星
- ロクデナシイタコ
- classic fairy
- Shieri♡

### かつて所属していたアーティスト
- 山梨発・富士山アイドル FUJI△PASSION
- 神奈川ご当地アイドル RELISH（魔女っ子見習生）
- Peach sugar snow
- Peach sleep sky
- ぶどうねこ
- カード戦士EARNEST

### 教室
※現在は明確な活動記録なし
- 神奈川教室（神奈川県）
- 山梨市教室（山梨県山梨市）
- 東京教室（東京都中野区）

### イベントスペース
- K&Mミュージック中野店

## ディスコグラフィー

### シングル
|                | 発売日         | タイトル             | c/w                                   | 規格           | 規格品番       |
| 日本コロムビア | 日本コロムビア | 日本コロムビア       | 日本コロムビア                        | 日本コロムビア | 日本コロムビア |
| -------------- | -------------- | -------------------- | ------------------------------------- | -------------- | -------------- |
| 1st            | 1994年10月21日 | どんな強い風の中でも | ACROSS MY MEMORIES 〜季節の向こうへ〜 | 8cmCD          | CODA-500       |
| 2nd            | 1995年3月1日   | 会いたくて           | 夢の旅の夢                            | 8cmCD          | CODA-598       |
| 3rd            | 1995年10月21日 | さよならさえ言えない | LONELY NIGHTS                         | 8cmCD          | CODA-598       |
| -              | 1996年         | WELCOME TO 美瑛      | WELCOME TO 美瑛 (カラオケ)            | 8cmCD          | GSS-1296-CP    |
| 4th            | 1996年5月21日  | じゃあね             | 土曜日は待ちぼうけ                    | 8cmCD          | CODA-924       |
| 5th            | 1996年7月20日  | CHANGE               | 今のままで                            | 8cmCD          | CODA-971       |
| 6th            | 1997年4月19日  | Wish…                | 風のレクイエム                        | 8cmCD          | CODA-1206      |

### CD-R
| 発売日        | タイトル   | c/w                         | 備考                                                                                                   |
| ------------- | ---------- | --------------------------- | --- |
| 2023年7月16日 | 桜並木     | LILY&YUちゃんへの思いのうた | LILY&YUの初東京ワンマン時の物販で限定販売。カップリングの「LILY&YUちゃんへの思いのうた」は即興ソング。 |
| 2023年3月10日 | クズ男     |                             | ロクデナシイタコ久々の新曲。サビでの小林のフリが印象的。                                               |
| 2023年4月13日 | 一片の景色 |                             | 以前Peach sleep skyに提供した曲のセルフカバーバージョン。                                              |
| 2023年4月13日 | 祈り       |                             | 元々は貴景勝に向けての想いを歌ったもの。「一片の景色」と共に小林清美生誕祭で販売。                     |

### アルバム

#### オリジナル・アルバム
|                | 発売日         | タイトル       | 規格           | 規格品番       |
| 日本コロムビア | 日本コロムビア | 日本コロムビア | 日本コロムビア | 日本コロムビア |
| -------------- | -------------- | -------------- | -------------- | -------------- |
| 1st            | 1994年11月21日 | STAY DIAMOND   | CD             | COCA-12082     |

#### ミニ・アルバム
|                | 発売日         | タイトル         | 規格           | 規格品番       |
| 日本コロムビア | 日本コロムビア | 日本コロムビア   | 日本コロムビア | 日本コロムビア |
| -------------- | -------------- | ---------------- | -------------- | -------------- |
| 1st            | 1997年7月19日  | One Moment       | CD             | COCA-14357     |
| 2nd            | 1997年9月20日  | After The Moment | CD             | COCA-14482     |

### CD-R
| 発売日         | タイトル     | 備考 |
| -------------- | ------------ | --- |
| 2022年12月24日 | ありがとう。 | 2022年12月24日、25日、天王洲アイルKIWAにて開催されたデビュー28周年ライブにおいて販売、6曲入ピアノ弾き語りミニ・アルバム。6曲目「キミソラ」はこの年亡くなった弟に捧げられた曲。 |

### タイアップ一覧
| 曲名                                  | タイアップ                                                                                        | 収録作品                         |
| ------------------------------------- | ------------------------------------------------------------------------------------------------- | -------------------------------- |
| ACROSS MY MEMORIES 〜季節の向こうへ〜 | '94-'95シーズン 東芝クリスタル・グランドクロス テーマソング                                       | シングル「どんな強い風の中でも」 |
| 会いたくて                            | NHK衛星第2放送『十二戦支 爆烈エトレンジャー』エンディング・テーマ                                 | シングル「会いたくて」           |
| 夢の旅の夢                            | 国内旅行促進キャンペーン『旅フェア』テーマソング                                                  | シングル「会いたくて」           |
| さよならさえ言えない                  | 鈴廣かまぼこ TVCMイメージソング                                                                   | シングル「さよならさえ言えない」 |
| LONELY NIGHTS                         | ダイワ フューチャーズ TVCMイメージソング                                                          | シングル「さよならさえ言えない」 |
| じゃあね                              | テレビ東京系アニメ『モジャ公』2代目エンディングテーマ                                             | シングル「じゃあね」             |
| CHANGE                                | 東映Vアニメ『湘南爆走族11 〜喧嘩の花咲く修学旅行〜』エンディング・テーマ 広島修道大学 TV-CMソング | シングル「CHANGE」               |
| Wish…                                 | 郵便局 TV-CMソング                                                                                | シングル「Wish…」                |

## 楽曲提供・参加作品
2015年
- Peach sugar snow「仮初の涙」「ナイショのハナシの魚」（2015年8月11日）（作詞・作曲）

2017年
- Chelip「輝る風の中の全て」（2017年8月23日）（作詞・作曲）
- 信岡ひかる「涙色の傘」（2017年7月29日）（作詞・作曲）

2019年
- Chelip「君へのPrologue」（2019年7月24日）（作詞・作曲）

2023年
- classic fairy「別れの曲〜キミに言えない言葉」 （作詞・作曲）

## 出演
- ゴッドタン（2018年1月22日、テレビ東京）[7]
- 矢口真里の火曜The Night（2018年3月14日、AbemaTV）[3]
- 奇跡体験！アンビリバボー（2024年４月１０日、フジテレビ）